# Фрезер, Саймон, из Белнейна
Саймон Фрезер из Белнейна (англ. Simon Fraser of Balnain) (26 мая 1729 — 7 октября 1777) — британский генерал шотландского происхождения, участник Саратогской кампании Войны за независимость США, погибший в сражении при Саратоге. Саймон вступил в Британскую армию в 1755 году, воевал в Канаде и участвовал в осаде Луисбурга. В звании капитана участвовал в сражении при Квебеке в 1759 году. Впоследствии служил в Ирландии, Германии и Гибралтаре, в 1768 году стал подполковником 24-го пехотного полка. В 1776 году его полк был направлен в Канаду, где принял участие в войне за независимость США на стороне Британии. Фрезер отличился во время взятия форта Тикондерога и в сражении при Хаббардтоне. Он был смертельно ранен в сражении при Саратоге, предположительно снайпером Тимоти Мёрфи.